# Mimosa brevispicata
Mimosa brevispicata är en ärtväxtart som beskrevs av Nathaniel Lord Britton och Joseph Nelson Rose. Mimosa brevispicata ingår i släktet mimosor, och familjen ärtväxter. Inga underarter finns listade i Catalogue of Life.